# Мацусіма (бронепалубний крейсер)
«Мацусіма» (松島) — бронепалубний крейсер Імператорського флоту Японії. Його вважають головним у серії з трьох крейсерів типу «Мацусіма» (попри те, що крейсер «Іцукусіма» був закладений та спущений на воду раніше). Служив флагманом під час Японо-китайської війни. Брав участь у Російсько-японській війні.

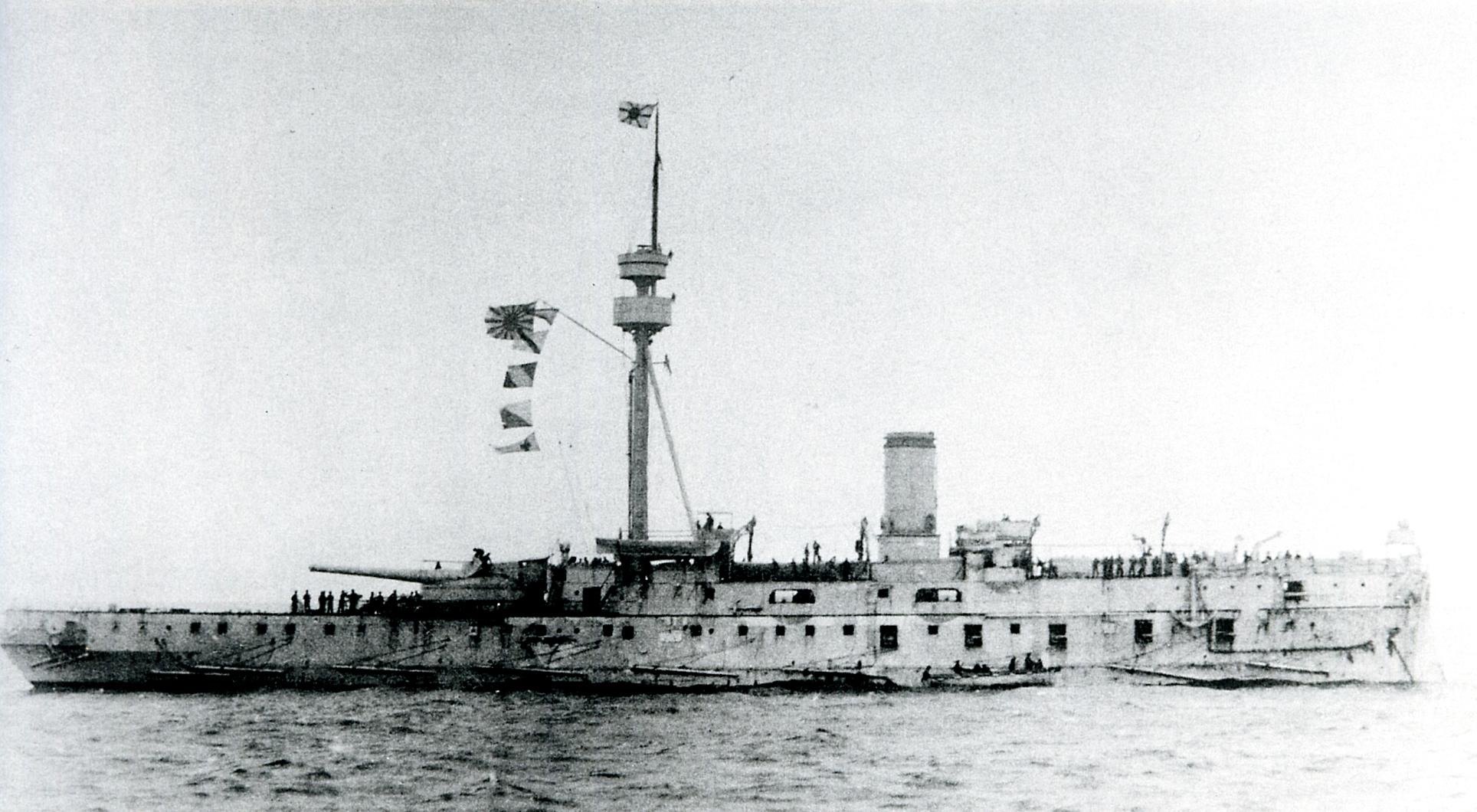
«Мацусіма» поблизу островів Пенху 1895

Як і решта кораблів серії, крейсер отримав назву на честь одного з трьох найбільш мальовничих краєвидів Японії — групи островів Мацусіма.

## Концепція
Крейсер, як і два однотипні кораблі засновувався на концепції Jeune École, яка, зокрема, передбачала побудову відносно невеликих слабо-броньованих кораблів, озброєних, водночас, потужними гарматами. До певної міри це ув вимушений вибір, бо японський уряд на той час не мав коштів на придбання основних кораблів, якими тоді були пре-дредноути.

## Історія служби

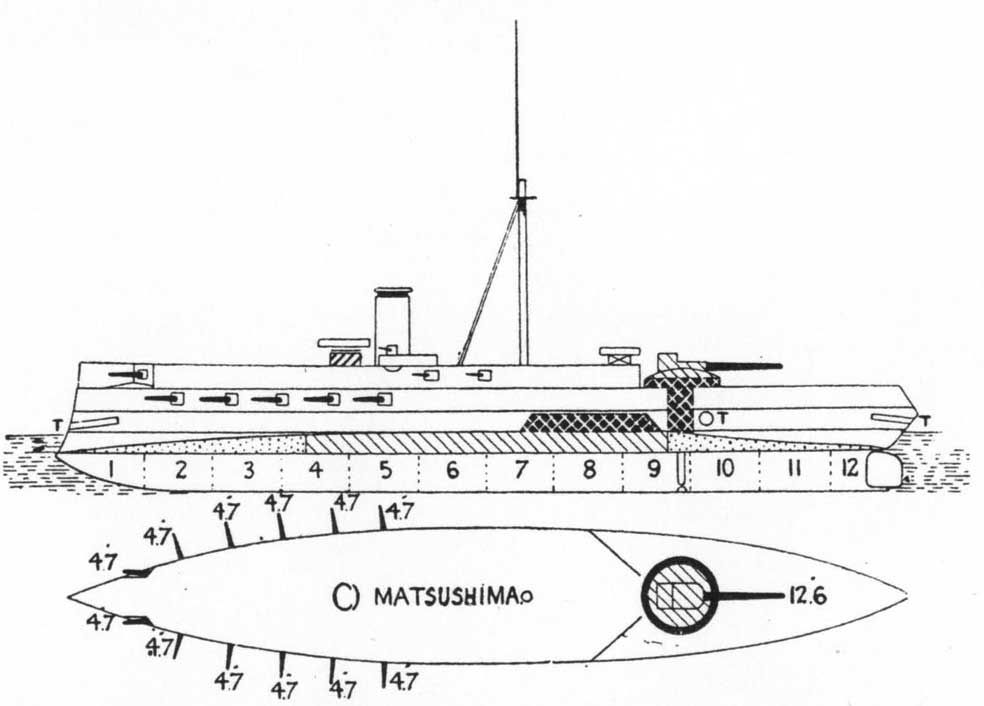
Схема крейсера «Мацусіма»

Вже після закладення корабля було ухвалено рішення про перенесення гармати головного калібру з носа на корму для забезпечення кращої морехідності корабля. Через це при збережених основних розмірах було повністю змінено розміщення середньої і малокаліберної артилерії, льохів боєзапасу, бортових торпедних апаратів і шлюпок. З'явився напів-бак, який забезпечив кращу морехідність корабля, порівняно з іншими крейсерами цієї серії.
Після завершення випробувань, 5 квітня 1892 року крейсер був зарахований до складу ВМС Японії. З 23 липня по 19 жовтня 1892 року «Мацусіма» здійснив перехід в Японію, де корабель увійшов до складу ескадри, військово-морської бази Сасебо.

### Японо-китайська війна

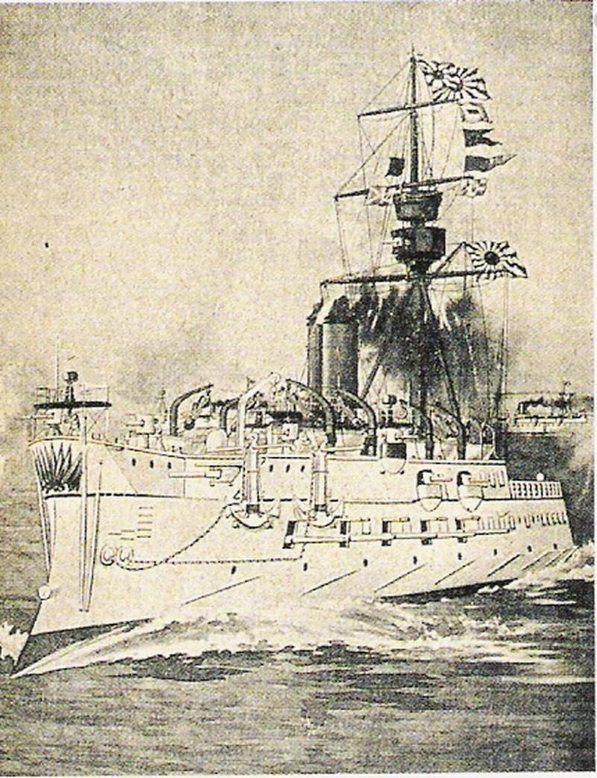
«Мацусіма» під прапором віце-адмірала Іто Сукеюки

Після початку японо-китайської війни «Мацусіма», який єдиний з кораблів свого типу мав щойно відремонтовані котли, став флагманським кораблем командувача Об'єднаного флоту віце-адмірала Іто Сукеюки.
17 вересня 1894 року «Мацусіма» взяв участь у Битві при ріці Ялу. Крейсер «Мацусіма» на чолі колони головних сил японського флоту спочатку вів бій з броненосцем «Піньюань», підтриманим мінним крейсером «Гуанбін» і двома міноносцями. Артилерійська дуель двох кораблів тривала кілька хвилин на дистанції від 6,5 до 1,5 кабельтових. У ході бою «Мацусіма» зазнав від «Пиньюаня» попадання в лівий борт 259-мм снарядом, який пробив неброньований борт, збив торпедний апарат і вбив чотирьох людей з його обслуги, пройшов через каюту і розбився без вибуху, вдаривши барбет головної гармати. Своєю чергою вогнем з «Мацусіми» вдалося вивести з ладу єдину крупнокаліберну гармату «Пиньюаня». Адмірал Іто, аби не опинитися між двох вогнів, припинив бій з «Пиньюань», повернувши послідовно кораблі свого загону проти підходили китайських броненосців «Диньюань» і «Чженьюань» і крейсерів.
Ведучи бій з броненосцями «Мацусіма» отримав значні пошкодження. Зокрема два 305-мм снаряди з броненосця «Чжэньюань» вивели з ладу головну гармату крейсера. Вже до кінця бою ще два 305-мм снаряди з цього ж броненосця влучили у лівий борт на рівні житлової палуби. Один з них, не вибухнувши, пройшов через обидва борти і впав у море. Інший вдарився об щит 120-мм гармати № 4 на батарейною палубі і вибухнувши спричинив детонацію приготованих до пострілу снарядів. Стався вибух пошкодив обидві палуби і викликав велику пожежу. У місці вибуху батарейна палуба прогнулася вниз, дві верхні — вигнулись вгору. В результаті вибуху загинуло 28 осіб з екіпажу і 68 були поранені. З десяти 120-мм гармат батарейної палуби чотири вийшли з ладу. Пожежа розгорілася якраз над артилерійським льохом. Броня над ним від удару снаряда тріснула, унтер-офіцер і матрос, які перебували там, через щілини побачили вогонь. Своїм одягом вони заклали тріщини у палубі, тим самим врятувавши корабель від загибелі через вибух боєзапасу. Малокаліберними снарядами були пошкоджені палуби, щогла, шлюпки, в кількох місцях пробита парова труба.

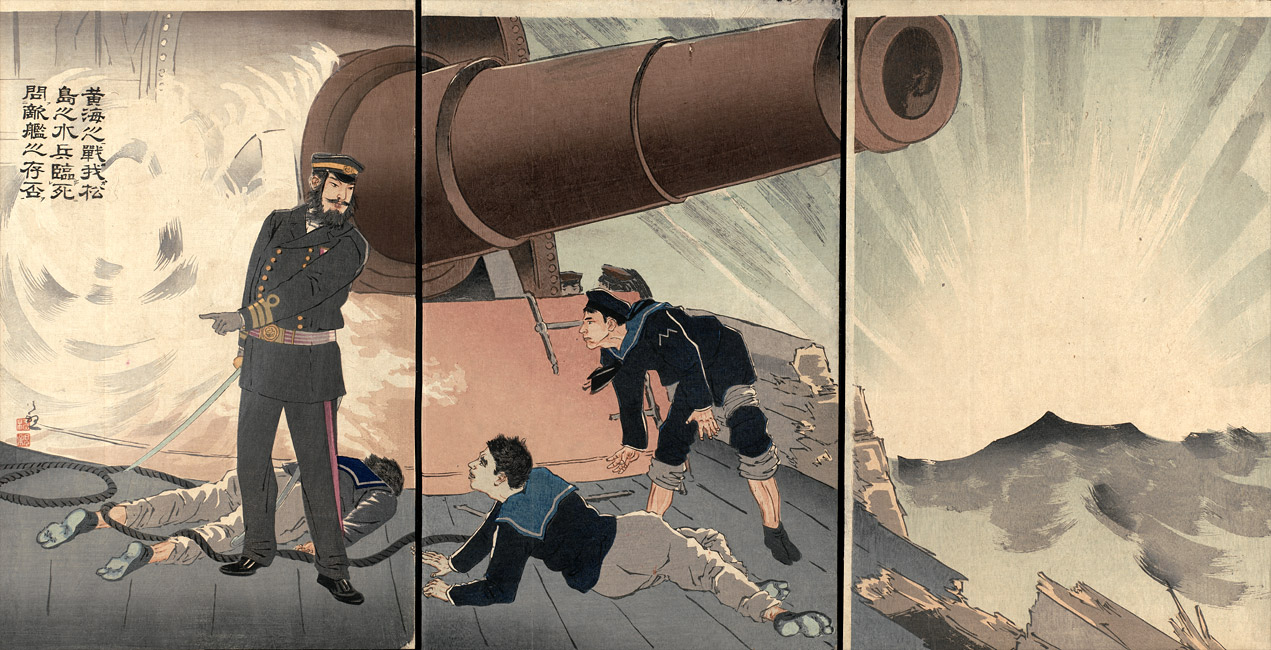
«Мацусіма» під час бою. Художник Кобаясі Кійошика. 1894 рік

Для виправлення отриманих ушкоджень корабель був змушений вийти з бою. З пожежею вдалося впоратися. На місце вибулої гарматної обслуги стали музиканти корабельного оркестру. Всього у ході бою в корабель потрапило не менше 13 снарядів. З них не менше чотирьох 305-мм снарядів з китайських броненосців. Втрати екіпажу склали 57 убитих і померлих від ран (зокрема три офіцера) і 54 поранених (у тому числі чотири офіцери).
Результати дій і характер отриманих ушкоджень крейсера «Мацусіма» у битві при річці Ялу підтвердили на практиці недоліки проекту. Зокрема — слабке бронювання, низьку скорострільність артилерії головного калібру (в ході бою «Мацусіма» і «Хасидате» здійснили по чотири постріли з 320-мм гармати, «Іцукусіма» — п'ять, середня скорострільність близько одного пострілу в годину).
Після бою адмірал Іто зі своїм штабом на уцілілій шлюпці перебрався на найменш ушкоджений під час битви «Хасідате», а «Мацусіма» відбув для ремонту до Куре. Протягом 26 днів були залатані пробоїни, відновлені парові магістралі, відремонтовані гармати, за винятком тимчасово знятого правого носового 120-мм
До листопада «Мацусіма» зміг приєднатися до основних сил, взявши участь в облозі Порт-Артура і Вэйхайвея. 7 лютого 1895 року у бою з береговими батареями крейсер отримав два попадання. Один снаряд знищив штурманську рубку і пошкодив димову трубу. Другий розірвався над броньованою палубою у районі торпедного апарату. Дві людини з команди отримали поранення. 12 лютого на борту «Мацусіма» командувач Бейянского флоту адмірал Дін Жучан (за іншими даними — його представники) підписав акт про капітуляцію Вэйхайвея.
У 1895 році крейсер «Мацусіма» залучався до захоплення островів Пенху і острова Тайвань. Зокрема 13 жовтня 1895 року корабель брав участь у бомбардуванні фортів Гаосюн (Такао).

### Міжвоєнний період
29 листопада 1897 року поблизу острова Сікоку броненосець «Фусо» сильним вітром зірвало з якорю. «Мацусіма» невдалим маневром протаранив корабель, який дрейфував. «Фусо» затонув до того, як дістався до мілководдя, і лише згодом, був піднятий.
У 1898 році вже морально застарілий «Мацусіма» було перекласифіковано у крейсер 2 класу.
З 3 травня по 15 вересня 1898 року, під час Іспано-американської війни, «Мацусіма» здійснював крейсерство між Тайванем і Манілою з метою забезпечити захист японських підданих, що проживали на Філіппінах.
У квітні 1900 року крейсер брав участь у великих маневрах Імператорського флоту у складі Блокуючої ескадри.
У 1900-1901 роках під час придушення повстання іхетуанів «Мацусіма» супроводжував транспорти з японськими військами, які перекидали з цією метою до Китаю.
У лютому 1901 року корабель пройшов капітальний ремонт на верфі у Сасебо, під час якого колишні шість вогнетрубних котлів замінили на вісім більш надійних і продуктивних водотрубних системи Бельвіля.
Після заміни котлів корабель увійшов до складу 4 навчального загону, призначеного для навігаційної та артилерійської підготовки курсантів.
У 1902 році крейсер пройшов новий капітальний ремонт, під час якого малокаліберна артилерія була замінена на дві 75-мм і 15 47-мм гармат. 120-мм гармати перерозподілені між палубами: на батарейній палубі залишили по три установки на борт, по дві гармати на борт перенесли рівнем вище.
Після ремонту «Мацусіма» був спрямований до острова Мінаміторі, розташованого у північно-західній частині Тихого океану для підтвердження його належності Японії, яку заперечували США.
У 1903 році «Мацусіма», маючи на борту курсантів, здійснив своє перше далеке закордонне плавання до берегів Австралії.

### Російсько-японська війна
Перед початком російсько—японської війни крейсер «Мацусіма» увійшов до складу 5-го бойового загону 3-й эскадри Обеднаного флоту. З 6 лютого 1904 року крейсер у складі свого загону розпочав сторожеву службу у Корейській протоці, базуючись у затоці Такесікі (на острові Цусіма).
1 травня крейсер у складі загону був залучений для конвоювання транспортів, які перевозили 2-гу японську армію. З кінця травня — брав участь в блокаду Порт-Артура.
5 липня «Чін-Ієн» і «Мацусіма» безрезультатно обстріляли російські кораблі у бухті Тахе — «Новік», «Гіляк», «Гайдамак» і «Вершник».
26 липня «Мацусіма» у складі свого загону брав участь у перестрілці з російським крейсером «Баян».
8 серпня у складі загону брав участь у бою з російськими кораблями, які обстрілювали японські сухопутні підрозділи, включаючи «Новік», «Бобер», «Гримлячий», а також міноносці.
10 серпня «Мацусіма» у складі свого загону взяв участь у битві у Жовтому морі. Після завершення бою до кінця дня загін вів спостереження за російськими кораблями, які поверталися в Порт-Артур, а «Мацусіма» вирушив до командувача Об'єднаним флотом з доповіддю про місце знаходження основної частини російської ескадри.
Після капітуляції Порт-Артура 2 лютого «Мацусіма» прийшов у Хакодате і, поповнивши запаси, з 12 лютого почав крейсувати у східній частині протоки Цуґару. У ході крейсерства був затриманий і відправлений у Хакодате англійський пароплав «Істрія» з вантажем вугілля (його згодом за рішенням призового суду відпустили). 28 лютого крейсер «Мацусіма» намагався підійти для перевірки до поміченого біля острова Кунашир затертого льодом пароплава. Однак крижинами була обламана одна лопать правого гвинта, спричинено вм'ятини обшивки корпусу. 1 березня крейсер був змушений вирушити на ремонт у Хакодате, не дочекавшись зміни. Ремонтні роботи проводилися з березня по квітень 1905 року в Сасебо.
27 травня 1905 року під час Цусімської битви «Мацусіма» діяв у складі 5-го бойового загону. Після виявлення допоміжними крейсерами російської ескадри, вийшовши зі стоянки в затоці Одзаки на острові Цусіма, загін виявив противника близько 08:00 і почав здійснення спостереження. Після початку бою головних сил 5-й загін отримав наказ атакувати ар'єргард російських сил, але через димку втратив контакт і зміг почати бій з російськими крейсерами лише близько 16:30-16:40. Крейсер «Мацусіма» відкрив вогонь по крейсерам «Олег» і «Аврора» в 17:08 хвилин з дистанції близько 7000 метрів. В ході бою В крейсер «Мацусіма» потрапив один снаряд, поранив одного матроса і пошкодив стернове управління. Через цеі крейсер вийшов з бою і зміг приєднатися до свого загону після виправлення пошкоджень лише після завершення денного бою.
28 травня близько 05:20 5-й загін виявив загін контр-адмірала Небогатова, що рухався у напрямку Владивостока, та негайно доповів про це японському командувачу.
Після битви, 30 травня, поповнивши запаси, крейсер «Мацусіма» у складі загону продовжив патрулювання у Корейській протоці.
14 червня усі крейсера типу «Мацусіма» увійшли до сформованого 8-й бойового загону 4-ї ескадри.
З 17 по 20 червня крейсер патрулював Корейську протоку. З 19 червня у складі свого загону увійшов до північної ескадри, призначеної для захоплення острова Сахалін.
20 червня «Мацусіма» прибув у Омінато для патрулювання протоки Цуґару та вод поблизу Курильських островів.
4 липня «Мацусіма» у складі загону вийшов з Омінато як конвой першого десантного ешелону 13-ї піхотної дивізії Харагуті.
Вранці 7 липня особовий склад крейсера брав участь у десантній операції для захоплення плацдарму біля села Мерея, після чого було розпочато висадку армійських підрозділів.
13 серпня «Мацусіма» під прапором віце-адмірала Деви Сигето, з «Хасідате» і «Окіносіма» вийшов з Хакодате через Корсаковск в Олександрівськ (прибув 31 серпня).
У вересні-жовтні «Мацусіма» вирушив Сасебо для ремонту.

### Загибель
Після завершення російсько-японської війни крейсер «Мацусіма» знову став використовуватися як навчальний корабель. Він здійснив в 1906, 1907 і 1908 роках закордонні плавання з курсантами на борту до берегів Південно-Східної Азії та Австралії.
30 квітня 1908 року, під час повернення з навчального походу, перебуваючи у гавані Мако острову Тайвань на крейсері стався вибух порохового зарядного льоху. Корабель накренився на правий борт і затонув кормою. Загинуло 206 членів екіпажу, зокрема 32 курсанти. Точно встановити причину вибуху, що призвів до однієї з найбільших морських катастроф ХХ століття, не вдалося. За результатами проведеного розслідування причиною вибуху назвали неправильні дії екіпажу.
31 липня 1908 року крейсер «Мацусіма» виключили із списків кораблів військового флоту. Пізніше на місці загибелі залишки його корпусу розібрали на метал.
У пам'ять про крейсер «Мацусіма» снаряд його 320-мм гармати, піднятий при розбиранні корабля, було встановлено у храмі Омідо-дзі у селищі Міхама префектури Айті. На морському кладовищі в Сасебо, префектури Нагасакі, встановлено пам'ятник загиблим морякам.

## Капітани корабля
- капітан 1-го рангу Самедзіма Кадзунорі (яп.) (鮫島 員規) — з 17 червня 1891 року по 20 травня 1893 року[8].
- капітан 1-го рангу Хідака Сонодзе (яп.) (日高 壮之丞)— з 18 травня по 25 липня 1895 року[9].
- капітан 1-го рангу Мацунага Юдзю (яп.) (松永 雄樹) — з 25 липня по 28 вересня 1895 року[9].
- капітан 1-го рангу Сава Рьокан (沢 良煥) (沢 良煥) — з 27 грудня 1895 року по 27 грудня 1897 року[9].
- капітан 1-го рангу Сакураї Кікунодзо (яп.) (桜井規矩之左右) — з 27 грудня 1897 року по 1 березня 1898 року[10].
- капітан 1-го рангу Ендо Кітаро (遠藤 喜太郎) — з 1 березня 1898 року по 1 лютого 1899 року[11].
- капітан 1-го рангу Уріу Сотокити (瓜生　外吉) — з 1 лютого по 17 червня 1899 року[8][12].
- капітан 1-го рангу Оіноуе Кюма (大井上 久麿) — з 13 лютого по 6 грудня 1900 року[11].
- капітан 1-го рангу Терагакі Ідзо (寺垣 猪三) — з 6 грудня 1900 року по 4 лютого 1901 року[13].
- капітан 1-го рангу Ідзіті Хікодзіро (伊地知 彦次郎) — з 11 червня 1902 року по 26 вересня 1903 року[14].
- капітан 1-го рангу Кавасіма Рэйдзіро (Kawashima, Reijiro) — з 26 вересня 1903 року по 12 січня 1905 року[15].
- капітан 1-го рангу Окумія Мамору (奥宮 衛) — з 12 січня 1905 року по 12 жовтня 1906 року[16].
- капітан 1-го рангу Номагуті Канео (Nomaguchi, Kaneo) — з 12 жовтня 1906 року по 28 вересня 1907 року[17].

## Галерея

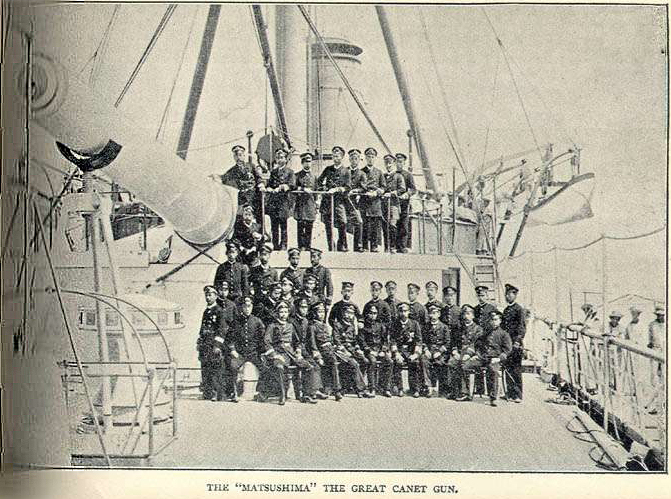
Офіцери крейсера біля гармати головного калібру, 1895 рік
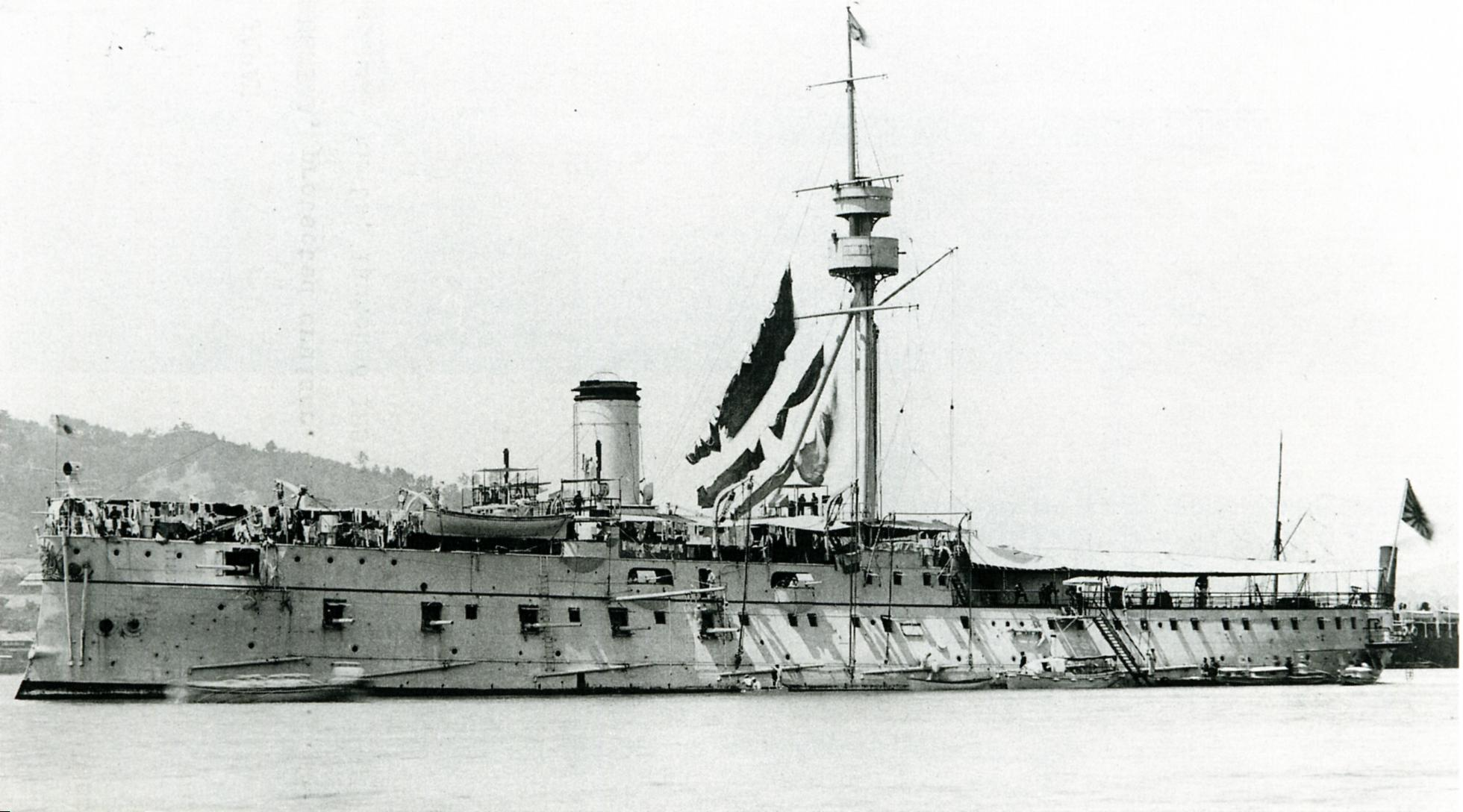
Крейсер «Мацусіма» на параді, 1896 рік
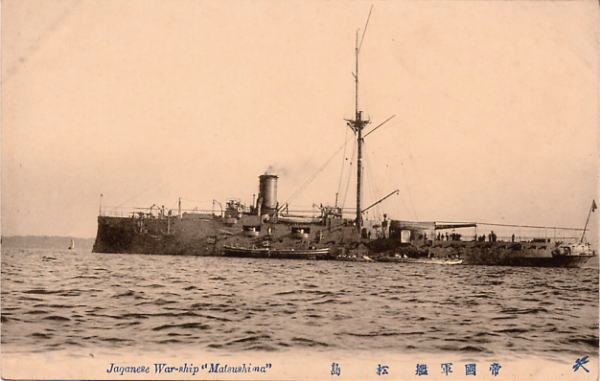
Крейсер «Мацусіма» на поштовій листівці 1905 року